# Османов, Шихамир Магомедович
Шихамир Магомедович Османов (25 мая 1975; Махачкала, Дагестанская АССР, РСФСР, СССР) — борец вольного стиля, выступавший за сборные России и бывшей югославской Республики Македония. Участник Олимпийских игр.

## Биография
Воспитанник ШВСМ (Махачкала). Серебряный призер чемпионата мира среди юношей в Колумбии 1993. Становился чемпионом России в 1996 и 1997 годах. После чего сменил спортивное гражданство и выступал за бывшую югославскую Республику Македония. Он представлял её на чемпионате мира 2003 года в Нью-Йорке , а затем представлял Республику Македонию на летних Олимпийских играх 2004 года. Османов выступал за спортивный клуб «Вардар Македония» в Скопье. Его личным тренером был Насыр Гаджиханов, участник олимпийских игр 2000 года.
Османов получил лицензию для сборной бывшей югославской Республики Македония в весовой категории до 74 кг на летних Олимпийских играх 2004 года в Афинах, заняв пятое место на чемпионате мира. Он проиграл свой первый матч 1–3 болгарину Николаю Паслару и не смог набрать ни одного очка в поединке против польского борца Кристиана Бжозовского, проиграв 0–3, он остался в нижней части предварительного раунда и разместился на 17 месте в итоговом зачете.

## Международные результаты

### За Россию
- Чемпионат России по вольной борьбе 1996 —
- Гран-при Али Алиева 1995 — ;

### За Македонию
- Чемпионат мира по борьбе 2003 — 5
- Олимпийские игры 2004 — 17

## Личная жизнь
По национальности — аварец. Родом из села Хинуб Чародинского района. В 1992 году окончил школу №1 в Махачкале, в 1997 году получил диплом экономического факультета ДГУ. После окончания спортивной карьеры работает начальником управления ПФР по РД в Советском районе Махачкалы.